# Albrecht von Bardeleben
Albrecht von Bardeleben (* 21. November 1777 in Sipperhausen; † 2. April 1856 in Kassel) war ein kurhessischer Generalleutnant und Kriegsminister.

## Herkunft
Seine Eltern waren der kurhessischer Oberstleutnant Albrecht Karl von Bardeleben (1740–1801) und dessen Ehefrau Dorothea Marie Julie von Becquer (1756–1812). Sein Vater war außerdem Jägermeister und Hofmarschall in Gräflich Lippischen Diensten.

## Leben
Bardeleben war seit 1797 im hessen-kasselschen Militärdienst. 1829 wurde er Oberst und Kommandant von Marburg, 1831 Generalmajor. Von 1832 bis 1844 war er Kommandant von Rinteln. 1848 war er für kurze Zeit Kriegsminister. 1833 war er gemäßigt liberales Mitglied der kurhessischen Ständeversammlung als Vertreter der schaumburgischen Städte.

## Familie
Bardeleben heiratete am 29. September 1802 in Sassendorf Conradine Wilhelmine von Bockum gen. Dolffs (* 28. August 1782, † 20. Januar 1863), eine Tochter des königlich preußischen Kammerherrn Franz von Bockum gen. Dolffs und der Sophie Marie von Menge. Das Paar hatte mehrere Kinder:
- Albrecht Goswin (1803–1888), kurhessischer Generalmajor, letzter Oberbefehlshaber, ab 1866 in preußischen Dienste, als Generalleutnant pensioniert
- Julius (* 1814), preußischer Oberstlieutenant